# Hyalinoecia edwardsi
Hyalinoecia edwardsi är en ringmaskart som beskrevs av Louis Roule 1898. Hyalinoecia edwardsi ingår i släktet Hyalinoecia och familjen Onuphidae. Inga underarter finns listade i Catalogue of Life.